# 三浦郡
三浦郡（日语：／ Miura gun */?）是日本神奈川縣的一郡。人口31,931人、面積17.06 km²。（2007年9月1日、推計人口）

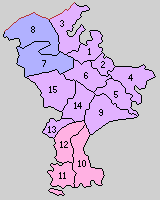
1.橫須賀町 2.豐島村 3.浦鄉村 4.浦賀町 5.久里濱村 6.衣笠村 7.葉山村 8.田越村 9.北下浦村 10.南下浦村 11.三崎町 12.初聲村 13.長井村 14.武山村 15.中西浦村（藍：沒有合併 紫：橫須賀市 紅：三浦市）

現在轄下僅葉山町一個行政區。